# Jatropha natalensis
Jatropha natalensis är en törelväxtart som beskrevs av Johannes Müller Argoviensis. Jatropha natalensis ingår i släktet Jatropha och familjen törelväxter.
Artens utbredningsområde är KwaZulu-Natal. Inga underarter finns listade i Catalogue of Life.